# Paraminota himalayensis
Paraminota himalayensis es una especie de insecto coleóptero de la familia Chrysomelidae. Fue descrita científicamente en 1982 por Basu & Sen Gupta.